# Deliriosa chiragrica
Genre
Espèce
Synonymes
- Tarentula chiragrica Thorell, 1875
- Deliriosa karadagensis Kovblyuk, 2009

Deliriosa chiragrica, unique représentant du genre Deliriosa, est une espèce d'araignées aranéomorphes de la famille des Lycosidae.

## Distribution
Cette espèce est endémique de Crimée en Ukraine,.

## Description
Le mâle mesure 10,9 mm et la femelle 10,0 mm.

## Publications originales
- Thorell, 1875 : Verzeichniss südrussischer Spinnen. Horae Societatis Entomologicae Rossicae, vol. 11, p. 39-122 (texte intégral).
- Kovblyuk, 2009 : A new genus (Deliriosa gen. n.) of Lycosidae spiders from the Crimea: with description of a new species (Deliriosa karadagensis sp. n.). Zoologičeskij žurnal, vol. 88, p. 654-661.